# توماس نييريندا
توماس نييريندا (بالإنجليزية: Thomas Nyrienda) (28 يناير 1986 زامبيا - ) هو لاعب كرة قدم زامبي، يلعب كمدافع، شارك في كأس الأمم الأفريقية 2010.

## روابط خارجية
- توماس نييريندا على موقع قاعدة بيانات كرة القدم.إي يو (الإنجليزية)
- توماس نييريندا على موقع ناشيونال فوتبول تيمز (الإنجليزية)